# Liste der Kreisstraßen im Kreis Schleswig-Flensburg
Die Liste der Kreisstraßen im Kreis Schleswig-Flensburg ist eine Liste der Kreisstraßen im schleswig-holsteinischen Kreis Schleswig-Flensburg.

## Abkürzungen
- K: Kreisstraße
- L: Landesstraße

## Liste
Straßen und Straßenabschnitte, die unabhängig vom Grund (Herabstufung zu einer Gemeindestraße oder Höherstufung) keine Kreisstraßen mehr sind, werden kursiv dargestellt. Der Straßenverlauf wird in der Regel von Nord nach Süd und von West nach Ost angegeben.
| Nr.   | Verlauf |
| ----- | --- |
| K 1   | K 44/K 129 in Schleswig – K 63 – – K 51 – K 30 – – – K 132 – K 54 – Selk – K 36 – Niederselk – Geltorf – Kreisgrenze – (K 54 im Kreis Rendsburg-Eckernförde)                                                        |
| K 5   | L 172 – Tielen |
| K 6   | – Süderstapel – in Norderstapel |
| K 8   | L 39 – Bergenhusen |
| K 9   | L 29 in Rümland – Friedrichsfeld – K 9 – Ellingstedt – K 39 – L 39 in Wrom |
| K 10  | in Treia – Kreisgrenze – (K 21 im Kreis Nordfriesland) |
| K 11  | (K 79 im Kreis Nordfriesland) – Kreisgrenze – in Treia |
| K 14  | L 247 in Eggebek – Langstedt – K 89 – Bollingstedt – K 15 – K 115 – L 28 |
| K 15  | K 14 in Bollingstedt – Engbrück – L 28 in Gammellund |
| K 16  | L 28 in Idstedt – Neuberend – K 28 – – Schleswig – K 63 – K 119/K 129 |
| K 18  | L 252 in Norderbrarup – Gangerschild – Wagersrott – Scheggerott – L 21 in Arrild |
| K 22  | – L 25 in Grödersby |
| K 23  | in Jägerkrug – K 9 in Ellingstedt |
| K 24  | K 44 – Lürschau – K 40 – / in Schuby |
| K 25  | L 21/L 248 in Sterup – Ahneby – K 102 – L 187 |
| K 26  | in Süderbrarup – K 119 – Uhlekuhl – Kiesby – K 31 – Akeby – Ketelsby – K 113 – Lindaunis – L 283 |
| K 27  | in Schuby – Hüsby – K 51 – Kleindannewerk – K 30/K 39 |
| K 28  | K 44 – Neuberend – K 16 – Berend – L 22 |
| K 29  | L 189 – Taarstedt – Kiusballig – K 119 – Kius – Gunneby – L 283 in Lindau |
| K 30  | K 1 in Schleswig – Großdannewerk – K 39 – K 27 – K 39 – L 39 in Klein Rheide |
| K 31  | L 283 – Fahrtoft – Klein Boren – Boren – Kiesby – K 26 – Kaltoft – Bremswatt – Ekenis – L 25 in Faulück |
| K 33  | L 39 in Groß Rheide – Schicht – Neubörm – Meierhof – L 188 – Börmerkoog |
| K 34  | L 247 in Tarp – Keelbek – K 89 – Stenderupau – K 44 – L 317 – Sieverstedt – Stenderup – Kroxbüll – Havetoft – L 267 – Havetoftloit – K 53 – L 22 in Satrup                                                          |
| K 35  | L 28 – Boholz – K 46 – Buschau – in Twedt |
| K 36  | K 1 in Niederselk – Loopstedt – – Fahrdorf – Borgwedel |
| K 37  | L 39 – |
| K 38  | L 21 in Oersberg – Toestrup – Toestorf – Rabenkirchen – |
| K 39  | L 37 in Hollingstedt – Ellingstedt – K 9 – Margarethenwall – K 30 – K 27 – K 30 – / |
| K 40  | L 28 in Friedrichsau – K 24 |
| K 43  | (K 56 im Kreis Nordfriesland) – Kreisgrenze – L 39 |
| K 44  | L 193 in Süderschmedeby – Süderholz – Stenderupau – K 34 – Poppholz – Heiligbek – K 49 – Idstedt-Kirche – L 28 – Idstedt-Holzkrug – Lürschau – K 24 – K 28 – – K 1/K 129 in Schleswig                               |
| K 46  | K 35 – Boholzau – Tolkschuby – L 189 in Tolk |
| K 47  | in Loit – K 119 in Steinfeld |
| K 49  | K 44 – L 28 in Stolk |
| K 50  | L 267 in Havetoft – Dammholm – K 53 – Uelsbyholz – L 22 in Uelsby |
| K 51  | K 27 in Hüsby – Hüsbybrücke – Hüsbygaard – K 1 in Schleswig |
| K 53  | K 34 in Havetoftloit – K 53 in Dammholm |
| K 54  | K 1/K 132 – Selk – K 62 – Hahnenkrug – Kreisgrenze – (K 52 im Kreis Rendsburg-Eckernförde) |
| K 55  | L 187 in Mohrkirch – L 23 |
| K 57  | in Kappeln – Nübbelhof – Kreisgrenze – (K 63 im Kreis Rendsburg-Eckernförde) |
| K 58  | Nieby – Pommerby – K 111 – Kattrott – Gelting – Rabenholz – K 108 – K 59 – L 21 in Sandbek |
| K 59  | K 58 – Knüppelberg – Stutebüll – in Rabel |
| K 61  | L 39 in Kropp – in Kropp |
| K 62  | in Jagel – K 54 |
| K 63  | in Schleswig – K 16 – K 129 – K 1 in Schleswig |
| K 64  | L 29 in Kleinjörl – Süderhackstedt – L 190 – Kreisgrenze – (K 69 im Kreis Nordfriesland) |
| K 65  | (K 76 im Kreis Nordfriesland) – Kreisgrenze – L 269 in Stieglund |
| K 66  | (K 48 im Kreis Nordfriesland) – Kreisgrenze – Sillerup – L 269 – L 14 in Schobüll |
| K 67  | (K 63 im Kreis Nordfriesland) – Kreisgrenze – K 69 – Lindewitt – Lindewitt, Schule am Wald – K 82 – Lüngerau – L 14 – Großenwiehe – K 84 – Hüllerup – L 96 – K 126                                                  |
| K 69  | in Schafflund – K 79 – Nordhackstedt – K 72 – Nordlinnau – K 70 – Ostlinnau – K 67 – L 12/L 269 |
| K 70  | (K 86 im Kreis Nordfriesland) – Kreisgrenze – Riesbriek – K 73 – K 69 in Nordlinnau |
| K 72  | in Hörup – K 73 – Hörupfeld – K 69 in Nordhackstedt |
| K 73  | K 72 – Riesbriek – K 70 – Kreisgrenze – (K 74 im Kreis Nordfriesland) |
| K 75  | L 192 – Böxlund – L 1 in Medelby |
| K 76  | L 1 in Medelby – L 300 |
| K 78  | L 192 – L 1 in Wallsbüll |
| K 79  | K 69 in Schafflund – Meyn – L 14 – L 96 in Handewitt |
| K 82  | L 14 in Kleinwiehe – K 67 in Lindewitt, Schule am Wald |
| K 83  | L 96 in Handewitt – Handewittfeld – Handewitt Kolonie – K 84 – Hüllerupfeld – Loftlund – Nordwiehe – L 14 in Großenwiehe                                                                                            |
| K 84  | K 83 – K 67 in Hüllerup |
| K 85  | (K 5 in Flensburg) – Kreisgrenze – Altholzkrug – K 126 – Barderup – L 96 – K 86 – L 15 – L 247 in Tarp |
| K 86  | K 85 – L 15 – K 87 in Jerrishoe |
| K 87  | L 29 – K 88 – Jerrishoe – L 247 in Tarp |
| K 88  | K 87 – L 247 in Eggebek |
| K 89  | K 34 – K 14 in Langstedt |
| K 90  | (K 13 in Flensburg) – Kreisgrenze – Tastrupfeld – Weseby – L 96 – K 122 – L 193 |
| K 91  | (K 22 in Flensburg) – Kreisgrenze – Tastrup |
| K 92  | L 268 in Glücksburg (Ostsee) – Rothenhaus – in Wees |
| K 93  | K 94 in Glücksburg (Ostsee) – Rüde – L 96 – Ringsberg – |
| K 94  | L 249/L 268 in Glücksburg (Ostsee) – K 93 – L 96 in Bockholm |
| K 95  | L 21 – L 270 in Lutzhöft |
| K 96  | – L 270 in Grundhof |
| K 97  | /L 270 in Langballig – Langballigholz – Westerholz – K 99 – Unewattholz – Norderfeld – Streichmühle – K 98 – |
| K 98  | K 97 in Streichmühle – Dollerup – Nordballig – K 97 in Friedrichstal |
| K 99  | K 97 – Dollerupholz – Neukirchen – K 100 in Nieby |
| K 100 | K 99 in Nieby – Friedrichstal – K 98 – Kalleby – Nübelfeld – – Scheersberg – Groß-Quern – L 21 in Dingholz |
| K 102 | L 21 in Dingholz – Sörup – L 292 – L 22 – K 25 in Ahneby |
| K 103 | L 248 in Sterup – Boltoft – Esgrus – L 252 – Birzhaft – K 131 |
| K 106 | Steinbergholz – Flintholm – |
| K 108 | L 21 in Schrepperie – Gulde – Schörderup – K 109 – K 110 – Sünnerschau – Vogelsang – K 58 |
| K 109 | K 131 – Mariannenhof – Stangheck – K 108 in Schörderup |
| K 110 | K 108 in Schörderup – L 21 in Wittkiel |
| K 111 | K 58 – Mühlenbrück – Düttebüll – Kronsgaard – Hafferholz (– Abzweig zur ) – Pugholz – Hasselberg – L 277 in Wormshöft                                                                                               |
| K 113 | K 26 in Ketelsby – Ekenisfeld – Pageroe – Karschau – L 25 |
| K 114 | – Schaalby – Moldenit – K 119 |
| K 115 | L 28/L 29 in Espertoft – K 14 in Bollingstedt |
| K 116 | in Handewitt – Kreisgrenze – (K 24 in Flensburg) |
| K 117 | L 22 – L 23 |
| K 119 | K 16/K 44 in Schleswig – K 121 – Klensby – K 114 – Fusing – Brodersby – L 189 – Goltoft – Hestoft – Ulsnis – Klus – K 29 – Wackerade – Steinfeld – K 47 – Niefeld – Nottfeld – L 283 – K 114 – Süderbrarup – K 26 – |
| K 121 | K 119 in Schleswig – Schlei |
| K 122 | L 21 in Husby – K 90 |
| K 123 | in Kappeln – Lüttfeld – Boysekoppel – Kopperby – Kopperby-Heide – – (K 62 im Kreis Rendsburg-Eckernförde) – Kreisgrenze – (K 77 im Kreis Rendsburg-Eckernförde)                                                     |
| K 126 | (K 25 in Flensburg) – Kreisgrenze – Weding – K 85 – K 67 – |
| K 127 | L 22 in Uelsby – Ekelbergkrug – Thumby – Klaholz – Köhnholz – L 23/L 187 in Mohrkirch |
| K 129 | K 1/K 44 in Schleswig – K 63 – K 16 – K 119 – in Schleswig |
| K 130 | L 192 in Ellund – in Handewitt |
| K 131 | in Lehbek – Tranbüll – K 109 – Rundhof – K 103 – Groß-Bojum – Bojum – Wippendorf – L 21 in Schorreby |
| K 133 | (K 11 in Flensburg) – Kreisgrenze – L 317 in Jarplund |
| K 134 | (K 27 in Flensburg) – Kreisgrenze – /L 317 in Weding |